# I tre marmittoni
I tre marmittoni, nell'originale inglese The Three Stooges (letteralmente traducibile come "le tre spalle"), sono stati un trio comico statunitense, composto dai personaggi Larry, Moe e Curly, che girarono il primo film nel 1930, Soup to Nuts e fino al 1970 recitarono in una slapstick comedy (farsa piuttosto grossolana) televisiva, nonché in parodie di altri generi.

## Carriera
I tre marmittoni (The Three Stooges) erano comunemente conosciuti con i loro nomi di battesimo: "Larry, Moe, and Curly" o, alla morte del terzo, "Moe, Larry, and Shemp". Larry e Moe fecero parte del trio sin dai tempi del Vaudeville. Nelle prime comiche, il loro cavallo di battaglia erano gli inseguimenti, meglio se vestiti da pompieri.
Il gruppo originario era formato da Moe Howard (Harry Moses Horwitz 1897), suo fratello Shemp Howard (Samuel Horwitz 1895), e l'amico di sempre, Larry Fine (Louis Feinberg 1902). Shemp, nei primi anni del sonoro, fu sostituito da un terzo fratello Howard, Curly (Jerome Lester Horwitz 1903).
Quando Curly fu colpito da un ictus nel 1946, Shemp ritornò nel gruppo. Con Shemp, le comiche degli Stooges divennero meno fisiche e più sofisticate rimanendo comunque delle slapstick. Alla morte di Shemp nel 1955, Joe Palma (uno stuntman), ultimò i cortometraggi rimasti incompiuti a causa della prematura scomparsa del primo fratello Howard scomparso nel 1952. Il posto vacante fu quindi preso dall'esperto Joe Besser (1907-1988), con scarso successo e, a partire dal 1959 Joe "Curly-Joe" DeRita (Joseph Wardell, 1909) rimpiazzò, nei cuori dei fan, il vuoto della formazione originaria.
Joe De Rita fisicamente ricordava molto il primo Curly e i Marmittoni, con un nuovo paffutello nel gruppo, ritornarono alle comiche originarie fatte di sganassoni e inseguimenti. Il pubblico si stava abituando alla comicità di Jerry Lewis, Peter Sellers, Woody Allen, Gene Wilder e i Marmittoni, con le loro comiche ripetitive e naïf, furono relegati sempre più verso un universo infantile. A metà degli anni sessanta furono trasformati persino in cartoni animati: I 3 marmittoni e The Robonic Stooges.
Larry fu colpito da paresi nel 1970 e, a causa di problemi contingenti, dovette abbandonare il gruppo. Emil Sitka (1914-1998), a lungo spalla nelle comiche dei Marmittoni, fu messo sotto contratto per sostituire Larry, ma non fu mai girato alcun film con Sitka nei panni di Larry.
La malattia di Larry aveva sancito la fine di uno dei gruppi comici più amati nel mondo. Larry, "il rosso", morì il 24 gennaio 1975. Moe, "il bruno col caschetto", fu ucciso da un tumore pochi mesi dopo, il 4 maggio 1975, infine Joe De Rita, "il ciccione pelato", se ne andò il 3 luglio 1993.

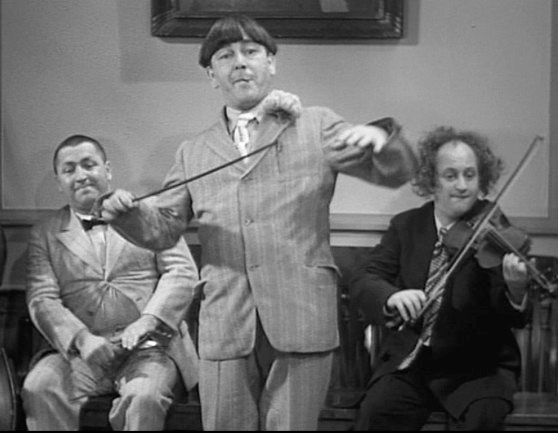
Una scena tratta da Disorder in the Court

Così come era avvenuto per le comiche di Stanlio e Ollio e delle parodie in cartoni animati, fu trasmessa una serie di cartoni animati ispirati a loro, intitolata The Robonic Stooges. Nel cartone (prodotto da Hanna-Barbera oltre 10 anni dopo la morte del Curly originale) erano presenti anche delle brevi sequenze dal vivo, girate dai tre in carne ed ossa (con Curly Joe DeRita nei panni di Curly). Il loro ultimo film fu Kook's Tour, girato nel 1970.

## Influenza culturale

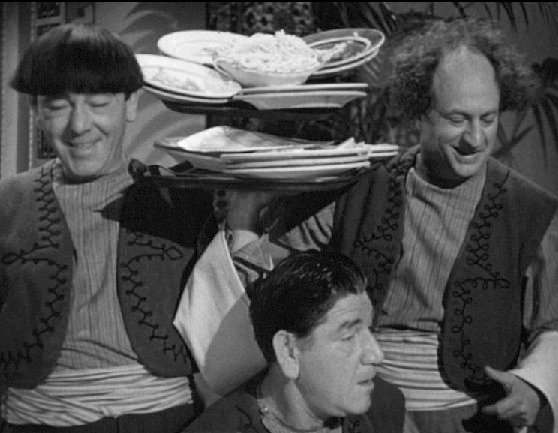
Una scena tratta dal cortometraggio Malice in the Palace (1949)

In America erano molto conosciuti, tanto che ogni tanto in alcuni film recenti e meno recenti ci sono delle citazioni che possono ricondurre a loro. Ad esempio, nel film Corto circuito, ad un certo punto il robot n. 5 deve affrontare tre suoi fratelli e, una volta sconfitti, "5" li riprogramma proprio per replicare uno degli sketch dei Three Stooges che precedentemente aveva visto in TV. Citazioni a iosa anche per il regista Sam Raimi, che è un grande ammiratore del trio comico, in particolare nei primi due capitoli de La casa.
In Italia "i tre marmittoni" - come erano stati ribattezzati per il pubblico italiano - furono proiettati nelle sale cinematografiche in epoca fascista e molto più tardi, intorno agli anni Sessanta nei cinema parrocchiali, per poi passare alla RAI.
Il gruppo cabarettistico degli anni sessanta I Brutos - noti soprattutto come cantanti - si ispirava vagamente a loro sia nei personaggi sia nei brevi sketch.
Nel 1987 è stato realizzato un videogioco per Amiga da parte di Cinemaware ispirato al trio comico, poi convertito anche per altri sistemi informatici.
Il cantante Iggy Pop si è ispirato al trio comico per il nome del suo gruppo musicale The Stooges.
Nel numero 20 di Wolverine Vol. 3, il protagonista minaccia un mafioso yakuza sostenendo che, se non parla, dovrà vedersela con "Larry, Curly e Moe"; il riferimento ai Tre Marmittorni è sensato poiché Wolverine ha vissuto per circa un secolo, quindi ha certamente visto le gag del trio. I tre marmittoni appaiono anche come special guest della miniserie di episodi The New Scooby-Doo Movies.

## Componenti del trio
- Larry Fine (Filadelfia, 1902 - Los Angeles, 1975) - dal 1925 al 1970
- Moe Howard (Brooklyn, 1897 - Los Angeles, 1975) - dal 1925 al 1970
- Curly Howard (Brooklyn, 1903 - San Gabriel, 1952) - dal 1932 al 1946
- Shemp Howard (Manhattan, 1895 - Hollywood, 1955) - dal 1925 al 1932 e successivamente dal 1946 al 1955
- Joe Besser (1907 - 1988) - dal 1956 al 1957
- Curly Joe DeRita (Filadelfia, 1909 - Los Angeles, 1993) - dal 1958 al 1970
- Emil Sitka (Johnstown, 1918 - Camarillo, 1998) - sostituì Larry Fine

## Filmografia parziale
- Swing Parade 1946 (Swing Parade of 1946, 1946)
- Biancaneve e i tre compari (Snow White and the Three Stooges, 1961)
- Tre oriundi contro Ercole (The Three Stooges Meet Hercules, 1962)
- The Three Stooges Go Around the World in a Daze (1963)
- I 4 del Texas (4 for Texas, 1963)
- Kook's Tour (1975)
- Stoogemania: i nuovi fratelli Marx (Stoogemania, 1986)